# Ediélson Tenório
Ediélson Tenório, född 14 januari 1967, är en friidrottare från Brasilien. Han deltog vid olympiska sommarspelen 1992.